# Клистен
 Тази статия е за атинянина.  За Клистен от Пелопонес вижте Клистен (Сикион).  
Клистен (гр. Κλεισθένης) е древногръцки политик в Древна Атина, син на Мегакъл и Агариста, кръстен на дядо си – сикионския тиран Клистен Стари, от знатния род на Алкмеонидите. Клистен е главен архонт в периода 525 – 524 г. пр.н.е. Извършва важни реформи през 508 – 7 г. пр.н.е., които се смятат за ключови за преминаването към атинска демокрация. Сред важните му нововъведения е преместването на фокуса на политическата отговорност от членството в клана към гражданската принадлежност.

## Борба срещу тиранията
Вероятно първото споменаване на Клистен се съдържа във фрагмент на атински надпис със списък на архонти, от което би следвало, че Клистен е архонт през 525 г. пр. Хр. Това противоречи на античната традиция, съгласно която Алкмеонидите са в изгнание след действията на тирана Пизистрат и са в постоянна борба срещу тиранията. Това кара редица учени да предполгат, че Клистен, и други членове на рода, са върнати в Атина от Пизистрат и отново са изгонени след убийството на Хипарх, извършено от Хармодий и Аристогейтон през 514 г. пр. Хр. След тези събития Алкмеонидите, начело на които стои самият Клистен, действително развиват активна борба срещу тиранията: укрепват се в местността Липсидрий, а след нанесеното им военно поражение подкупват Делфийския оракул, който предсказва, че спартанците ще освободят Атина. Предсказанието е изпълнено през 510 г. пр. Хр. с активната помощ на атиняни, противници на тиранията. За конкретната роля на Клистен в тези събития източниците не споменават нищо, но се предполага, че тя значителна.
След падането на последните Пизистратиди в Атина през 508 г. пр. Хр. се стига наново до борби за власт сред аристокрацията в стремежа ѝ към власт, в които успява да се наложи Клистен с помощта на спечеления чрез обещания за реформи народ, срещу противника си Изагор.
Ядро на реформата на Клистен е едно ново териториално деление: Първите четири групи, служещите на политическата и военна организация на Атика личностни съюзи, запазват сакралните си задачи, но Клистен създава нови десет фили, които се основават на териториалното деление на Атика в три региона: Градът Атина (ἄστυ), вътрешността (μεσόγειον) и крайбрежието (παραλία). Всеки от тези региони от своя страна е поделен на десет подрегиона (τριτύς). Новите фили, състоящи се от по един подрегион от Атина, вътрешността и крайбрежието, образуват основната единица на политическото представителство (всяка от тях избира 50 депутати за новосъздадения съвет на 500-те) и на военната организация. Новото териториално деление е допълнено от поделянето на Атика на 139 общини (δῆμοι) като локални самоуправляващи се единици.
Дали тази реформа цели на първо място укрепването на управлението на Клистен или демократизирането на държавния живот, все повече завладяван от властващите аристократични родове, не е ясно. Във всеки случай последствията са на първо място отслабване на политическата власт на аристокрацията, почиваща на локални връзки и премахване на регионалните партийни[ неясно? ] образувания, така че се стига до политическо активиране на широките народни маси чрез институцията на съвета, чиито 500 членове се сменят всяка година.
Друга значителна промяна, приписвана на Клистен в по-късни документи, е остракизмът, приложен за първи път през 487 г. пр. Хр. Всяка година в Народното събрание се поставя въпроса, дали трябва да се прилага остракизма; ако отговорът е бил положителен, два месеца по-късно в Народното събрание се гласува по следния начин: всеки гражданин (при кворум от 6000 гласа) написва името на политика, който искали да осъдят на изгнание, не върху бюлетина, а върху парче от счупена керамика. Този, за когото е гласувало мнозинството, е прогонван от Атика в изгнание за десет години, без да загубва своето състояние. По този начин вероятно се е целяло избягването на дългосрочна еднолична власт на отделните аристократи.